# 걸 크레이지 (1943년 영화)
걸 크레이지(Girl Crazy)는 미국에서 제작된 노먼 터로그, 버스비 버클리 감독의 1943년 코미디, 뮤지컬, 멜로/로맨스 영화이다. 미키 루니 등이 주연으로 출연하였고 아서 프리드 등이 제작에 참여하였다.

## 출연

### 주연
- 미키 루니
- 주디 갈랜드

### 조연
- 길 스트래턴
- 로버트 E. 스트릭랜드
- 랙스 랙랜드
- 준 앨리슨
- 낸시 월커
- 가이 키비
- 프란시스 래퍼티
- 헨리 오닐
- 하워드 프리맨
- 토미 도시
- 토미 도시 오케스트라
- 식스 히츠 앤 A 미스
- The Music Maids
- 얼빙 베이콘
- 윌리엄 보딘 주니어
- 밴지 베일비
- 윌리엄 비숍
- 카린 부스
- 해리 C. 브래들리
- 하젤 브룩스
- 제스 리 브룩스
- 지미 버틀러
- 샐리 케언스
- 조지아 캐롤
- 프레드 코비
- 찰스 콜맨
- 이네즈 쿠퍼
- 린다 딘
- 해리 뎁
- 헬렌 딕슨
- 나탈리 드래퍼
- 메리 엘리어트
- 존 이스터스
- 메리 제인 프렌치
- 조 게일
- 줄리아 그리피스
- 아이린 헤일리
- 딕 헤임즈
- 로즈 히긴스
- 존 허들레스톤
- 버지니아 헌터
- 프랭크 자퀘트
- 리처드 키플링
- 피터 로포드
- 페기 리언
- 밥 로웰
- 척 로리
- 프란시스 맥키너니
- 치프 매니 트리티스
- 로저 무어
- 산드라 모건
- 버디 모로우
- 노린 내쉬
- 스펙 오도넬
- 조지 오퍼맨 주니어
- 더 파이드 파이퍼스
- 빅터 포텔
- 헨리 로크모어
- 블랑쉬 로즈
- 크리스틴 스태포드
- 조 스태포드
- 켄 스튜어트
- 돈 테일러
- 멜리사 텐 아익
- 찰스 월터스
- 프란시스 워드
- 제임스 워렌
- 릴리언 웨스트
- 이브 휘트니
- 케이 윌리엄스
- 클락 요컴

## 제작진
- 세트: 에드윈 B. 윌리스